# Gynoxys longistyla
Gynoxys longistyla là một loài thực vật có hoa trong họ Cúc. Loài này được (Greenm. & Cuatrec.) Cuatrec. mô tả khoa học đầu tiên năm 1955.